# Nomada ovaliceps
Nomada ovaliceps är en biart som beskrevs av Schwarz 1981. Nomada ovaliceps ingår i släktet gökbin, och familjen långtungebin. Inga underarter finns listade i Catalogue of Life.